# 다케다성

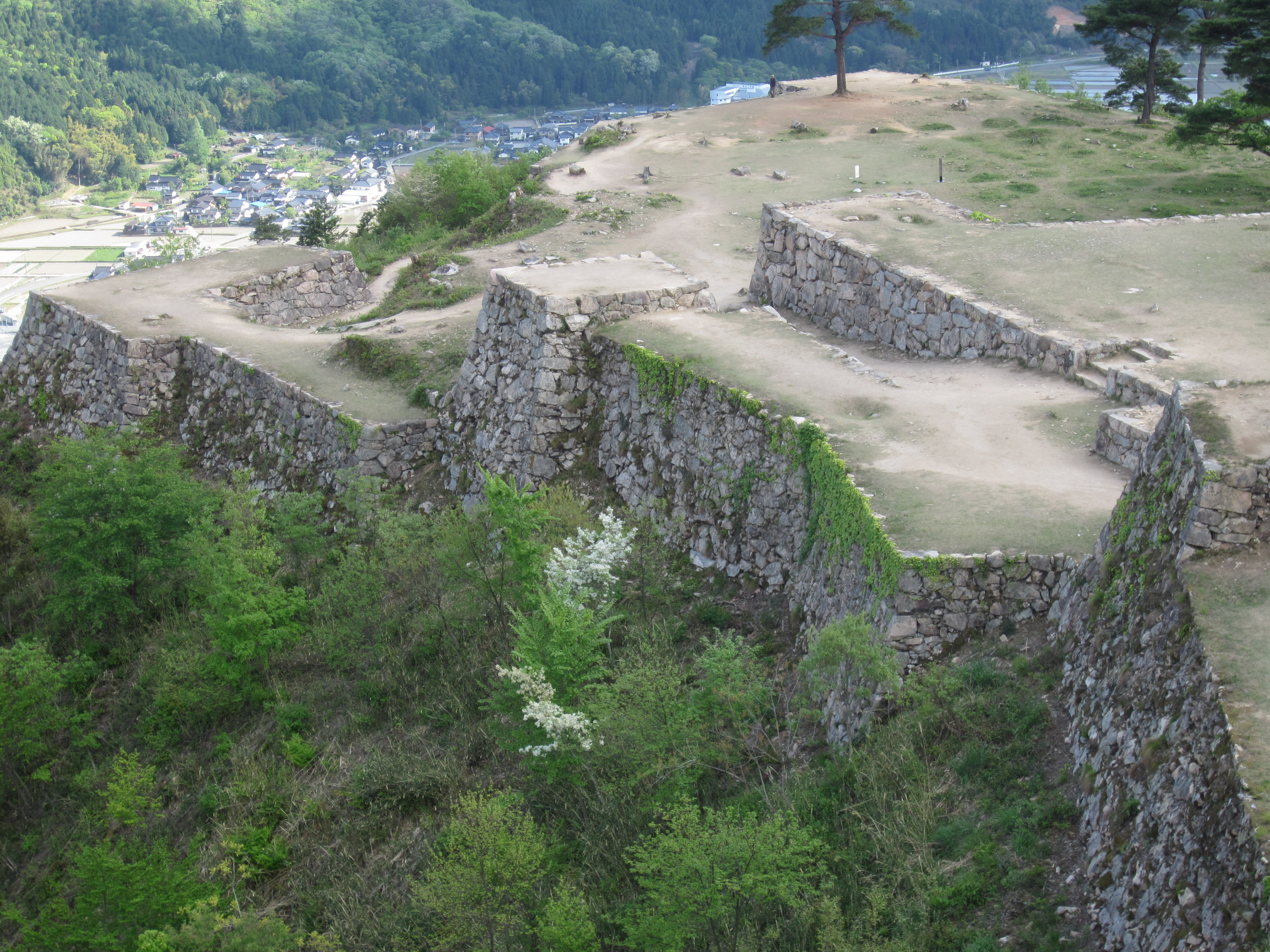
다케다 성 혼마루에서 바라본 남쪽 모습

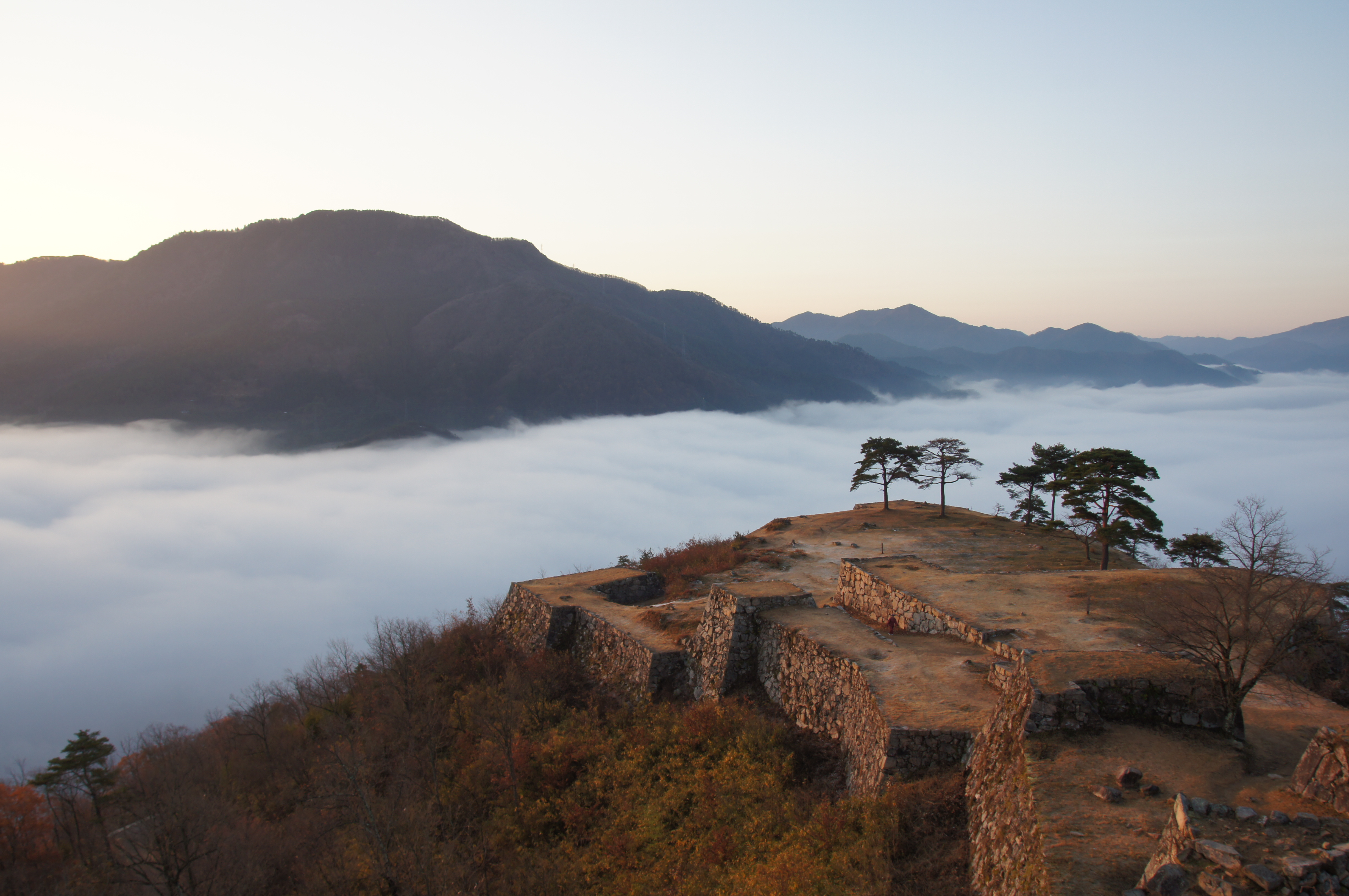
다케다 성

다케다성(일본어: 竹田城 다케다조[*])은 효고현 아사고시 와다야마 정 다케다 있는 연곽식 산성이다.

## 개요
성이 배치된 모습이 호랑이 누워있는 모습처럼 보여 虎臥城(도라후스 성 또는 고가 성)이라고 불린다. 또, 마루야마 강에서 피어오르는 물안개 때문에 마치 성이 떠있는 것처럼 보인다. 그래서 천공의 성(天空の城: 덴쿠노시로)이라는 이름도 가지고 있다. 국가 사적으로 지정되었다.
동쪽에는 리쓰운 협곡을 바라볼 수 있는 표고 353.7m의 고조 산(古城山) 또는 도라후스 산(虎臥山) 정상에 축조되었다. 성은 남북으로 약 400m, 동서로 약 100m에 걸쳐있다. 천수대는 성의 중앙에 위치해있고, 혼마루, 니노마루, 산노마루, 미나미 니노마루가 연곽식으로 배치되었고, 기타 센조와 미나미 센조를 양 날개로 삼았고, 천수대 북서부에는 하나야시키(花屋敷)라고 불리는 성곽이 있었다. 폐성된 지 약 400년이 지났지만, 석벽은 대부분 그대로 보존되어 있다. 현존 하는 산성으로는 일본 굴지의 규모이다.

## 역사 및 연혁

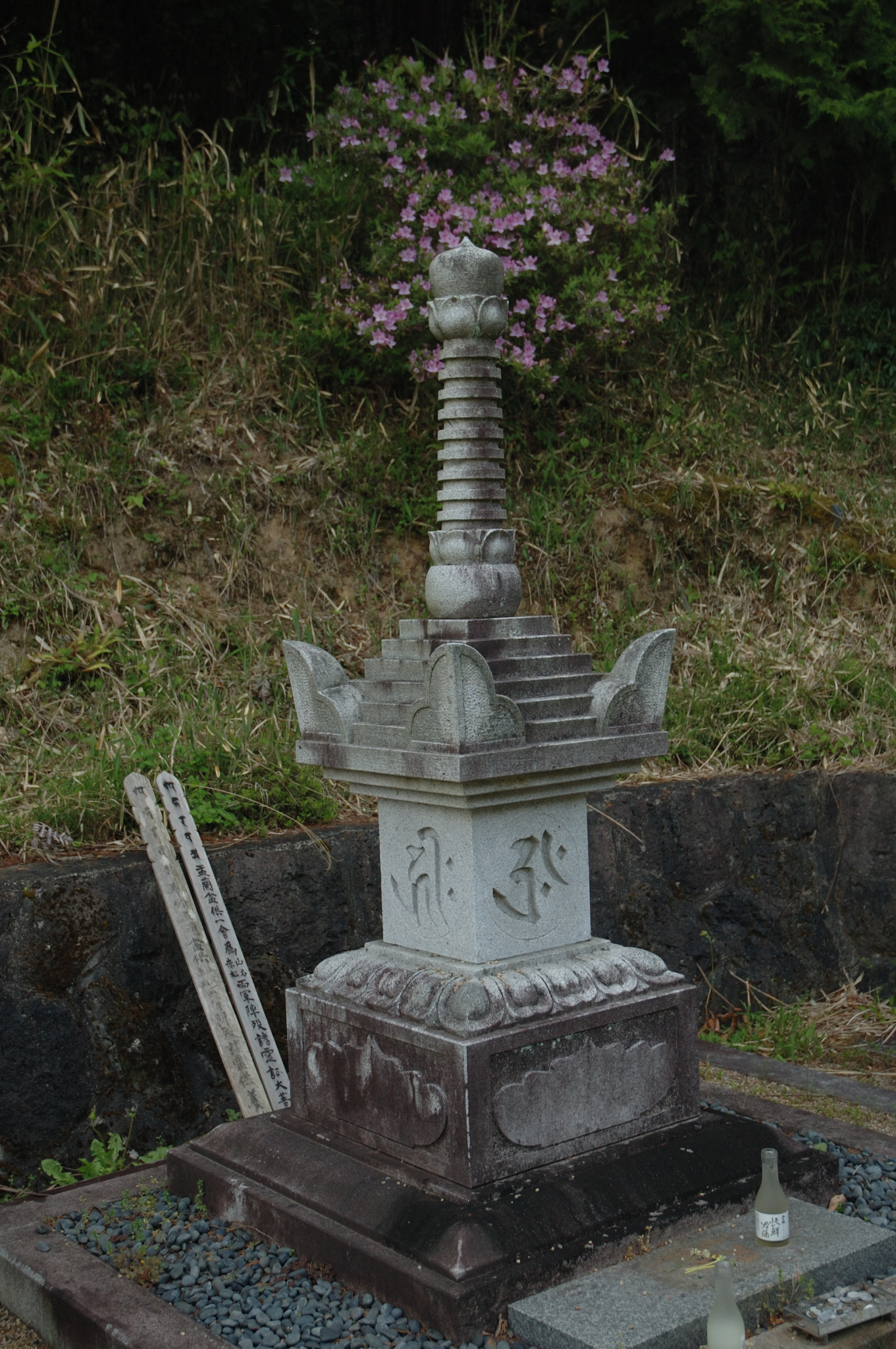
야마나, 아카마쓰 군의 위령비

### 무로마치 시대~아즈치모모야마 시대
다지마 국 슈고 다이묘 야마나 소젠에 의해 이즈시 고노스미 산성의 지성으로 다케다 성이 축성되었다. 다케다 성이 있는 지역은 하리마, 단바, 다지마의 국경에 가까웠고, 교통의 요지였기 때문이다. 1431년는 다케다 성이 축성되어 1441년 ~ 1443년 무렵에 완성되었다고 전해진다. 당시에는 흙으로 쌓은 토성이었지만, 하시바 히데나 ~ 아카마쓰 히로히데가 성주였을 때 성이 개수되어, 석벽으로 이루어진 근세 성곽의 형태를 띠게 된다. 성이 개수되는 기간 동안 농민들은 노역에 시달려 야반도주를 하는 사람도 있었다고 전해진다. 석벽은 노즈라즈미 기법으로 쌓았다.
야마나 가문 슬하에 오타가키 가문이 지역을 지배하였다. 1467년 오닌의 난이일어나자 야마나 소젠은 서군에 속하게 된다. 다음해인 1468년 다케다 성은 동군에 속한 호소카와 가문의 공격을 받지만, 오타가키 가문의 군대가 국경인 야쿠노가하라에서 격퇴한다. 그리나, 1569년, 1577년 하시바 히데요시에게 성이 함락된다. 1580년 야마나 가문의 방패막이가 되어 주던 모리 가문이 다지마에서 물러나고, 오타가키 가문은 이 지역에서 그 세력을 잃었다.
그 후, 히데요시의 동생 히데나가가 다케다 성의 조다이가 되었지만, 얼마 후 이즈시의 아리코 산성의 성주가 되었기 때문에, 히데나가의 가신인 구와야마 시게하루가 다케다 성의 성주로 되었다. 그 후, 시게하루는 와카야마성으로 전봉되어, 이를 대신하여 아카마쓰 히로히데가 성주가 되었다.
마지막 성주였던 아카마쓰 히데히로는 세키가하라 전투에서 서군에 속해 호소카와 후지타카의 거성인 다나베 성을 공격한다. 그리고 세키가하라에서 서군이 패한 걸 알게 되자, 서군을 배신하고 동군에 속해 돗토리 성을 공격, 함락한다. 하지만 이때 성하 마을을 불태운 혐의로 1600년 12월 3일 도쿠가와 이에야스의 명에 따라 돗토리 신쿄지에서 할복한다. 그리고 다케다 성은 폐성되었다.

### 현대
- 2006년 (헤세 18년) 4월 6일 일본 100대 명성에 선정되었다.

## 교통
- JR 서일본 다케다 역에서 택시로 10분, 또는 도보로 50분
- JR 서일본 와다야마역에서 택시로 20분
- 반탄렌라쿠 도로, 기타 긴키토요 자동차도로 와다야마 나들목에서 10분